# کراسنی وستوک (سرزمین آلتای)
کراسنی وستوک (به لاتین: Krasny Vostok) یک منطقهٔ مسکونی در روسیه است که در سرزمین آلتای واقع شده‌است.